# Yamadio
Yamadio est une commune rurale située dans le département de Didyr de la province de Sanguié dans la région du Centre-Ouest au Burkina Faso.

## Géographie
Situé à 3 km du chef-lieu Didyr, Yamadio est divisé en six quartiers : Sesso, Pindyr, Courbwo, Minkoo, Tounou et Nediolo.